# Libido (edición especial)
Libido (edición especial) es un pequeño recopilatorio de la banda de rock peruano Libido, puesto de regalo por la empresa Head & Shoulders, quien fue auspiciador. Se le otorga el nombre Edición especial por tener algunos temas de su primera producción y una versión del tema "Cicuta" realizado en el Desenchufados de la Católica en 1999. Se le considera un disco raro y extraño, ya que hoy en día es muy difícil de conseguir en su formato original.

## Lista de canciones
1. «Como un perro» (Antonio Jauregui) 3:47
2. «La casa de los gritos» (Manolo Hidalgo) 2:37
3. «Mal tiempo» (Manolo Hidalgo) 3:19
4. «Laberinto» (Jeffry Fischman) 4:40
5. «Monos» (Jeffry Fischman) 3:34
6. «Libido (canción)» (Manolo Hidalgo) 5:01
7. «Cicuta (Desenchufados de la Católica 1999)» (Antonio Jauregui) 3:04

## Integrantes
- Salim Vera - Voz y guitarra rítmica
- Antonio Jáuregui - Bajo y coros
- Manolo Hidalgo - Primera guitarra
- Jeffry Fischman - Batería, percusión, coros

## Miembros adicionales
- Orquesta de la Católica

- Datos: Q20015915